# Ruellia caroliniensis
Ruellia caroliniensis es una especie de planta herbácea perteneciente a la familia de las acantáceas. Es originaria de los Estados Unidos.

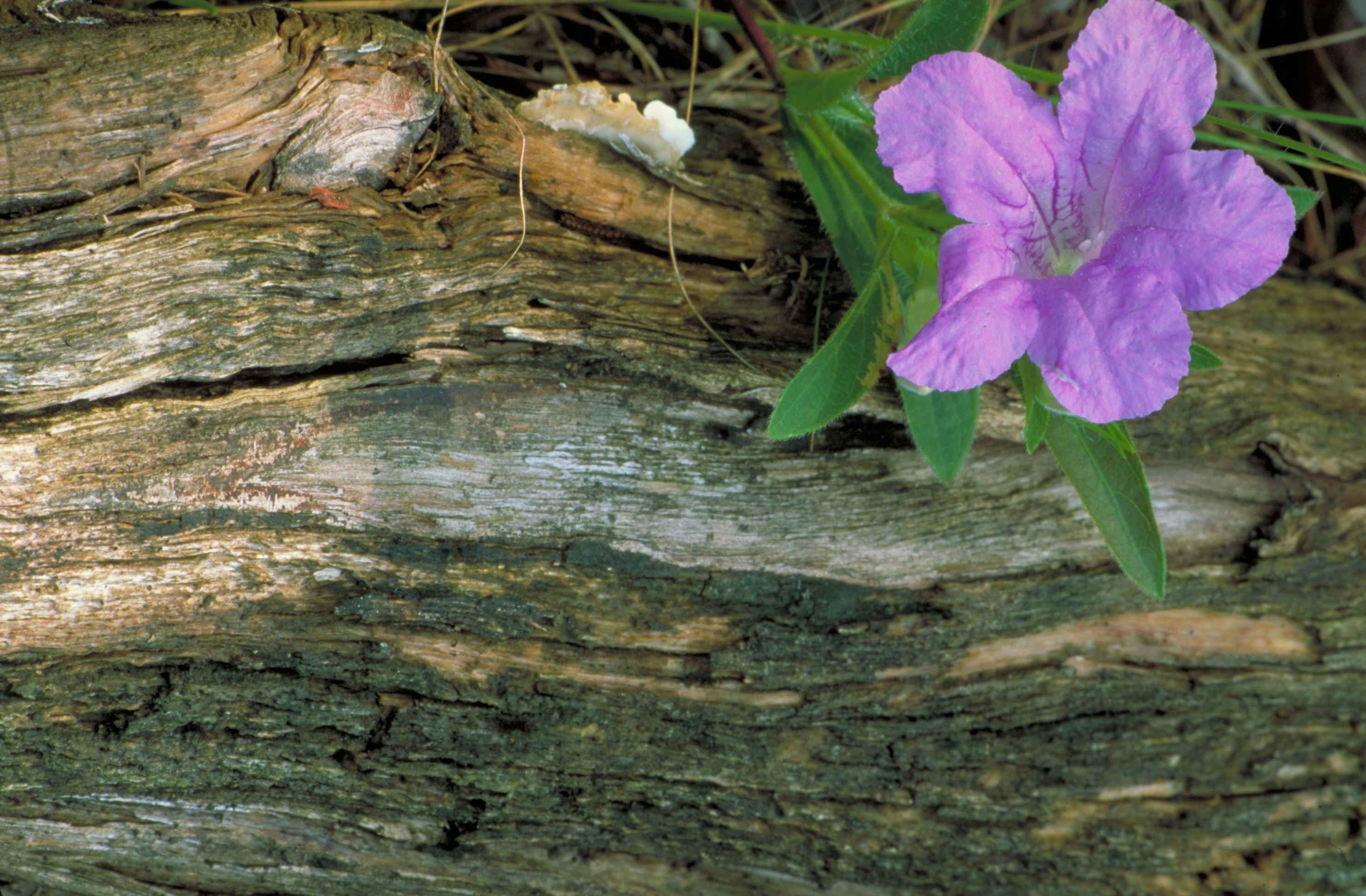
Vista de la planta

## Descripción
Es una planta herbácea  con flores de color azul o violeta que aparecen en la primavera, verano y otoño. Sus hojas son de color verde claro. Esta especie es nativa del sureste de Estados Unidos.

## Taxonomía
Ruellia caroliniensis fue descrita por (J.F.Gmel.) Steud. y publicado en Darwiniana 29: 278. 1989.
Etimología
Ruellia: nombre genérico que fue nombrado en honor de Jean Ruelle, herbalista y médico de Francisco I de Francia y traductor de varios trabajos de Dioscorides.
caroliniensis: epíteto geográfico que alude a su localización en los estados de Carolina del Norte y Carolina del Sur.
Sinonimia
- Pattersonia caroliniensis J.F. Gmel.[3]